# إبراهيم العريض
إبراهيم عبدالحسين العريض (مواليد 8 مارس 1908) كاتب وشاعر وسياسي بحريني ، رئيس المجلس التأسيسي السابق خلال الفترة 16 ديسمبر 1972 حتى 6 ديسمبر 1973 ، كان يعتبر أحد أعظم الشعراء في البحرين وأحد قادة الحركة الأدبية البحرينية في القرن العشرين ، وتوفي في 1 مايو 2002.  

ولد في بومباي في الهند ودرس فيها حتى نال الشهادة الثانوية. انتقل إلى البحرين في 1927 واستقر فيها فتعلم العربية. تولّى إدارة إحدى المدارس حتى عام 1931، ثم أسس مدرسة أهلية. عين سفيرًا متجوّلًا في ديوان وزارة الخارجية البحرينية في 1975.

## السيرة
ولد إبراهيم العريض في مدينة بومباي الهندية من أب بحريني وأم عراقية من كربلاء  في 8 مارس 1908. في عام 1922 زار البحرين للمرة الأولى في سن الرابعة عشر حيث بدأ تعليمه في المدرسة الأولى في البلاد مدرسة الهداية الخليفية على الرغم من عدم إقامته الدائمة في البلد. عاد إلى بومباي في عام 1926 والتحق في مدرسة محلية حيث حصل على شهادة الدراسة الثانوية. في هذه المدرسة درس العريض اللغتين الفارسية والإنجليزية إلى جانب الأردية وأعرب عن رغبة عميقة في الأدب الأردي. درس الأدب الأردي في وقت لاحق في جامعة عليكرة الإسلامية.
في عام 1927 عاد العريض إلى البحرين وعين مدرسا للغة الإنجليزية في المدرسة الهداية الخليفية وهو المنصب الذي شغله لمدة أربع سنوات. قام بكتابة بعض المسرحيات باللغتين العربية والإنكليزية وأخرجها لتمثل على خشبة المدرسة. أصبح في وقت لاحق نائب مدير المدرسة الجعفرية رغم أنه اضطر إلى ترك عمله بسبب خلافات مع السلطات الاستعمارية البريطانية. بعد ذلك شغل منصب أمين الصندوق في دائرة الجمارك. في عام 1937 انتقل بعد ذلك ليصبح رئيسا لقسم الترجمة في شركة بحرينية والتي لم تستمر نتيجة لاندلاع الحرب العالمية الثانية. في عام 1943 سافر إلى دلهي وعمل في محطة إذاعية. عاد في وقت لاحق إلى البحرين حيث كان عمل في شركة نفط البحرين حتى عام 1967 عندما تقاعد.

### الشعر
منذ سن الثامنة عشر بدأ العريض في كتابة الشعر مع أول مجموعة له من القصائد التي نشرت في بغداد في عام 1931 وبما أنه يجيد أكثر من لغة فقد ترجم أعمال الشعراء بين الفارسية والهندية والأردية والإنجليزية والعربية. اشترك في مؤتمرات أدبية منعقدة في العراق وسوريا ومصر والكويت. طلبت الجامعة الأميركية في بيروت منه إلقاء محاضرات في الأدب العربي ووافق على ذلك.
عكف يقرأ لأبو تمام وأبو فراس الحمداني وإيليا أبو ماضي كما تأثر بعدد من الشعراء الإنجليز من بينهم وليم شكسبير وبيرسي بيش شيلي وجورج غوردون بايرون ووالت ويتمان وت. س. إليوت. وفي ديوانه الذكرى ترجم للشاعر الايرلندي توماس مور وتأثر بنحو خاص بالشاعر الإنجليزي إدوارد فيتزجيرالد.
عكف يقرا أشعار ورباعيات الخيام الفارسية واهتم كثيراً بدراسة الأدب الفارسي حتى استطاع في مراحل أخرى من حياته كتابة أهم دراسة عربية في شعر عمر الخيام وكانت باسم رباعيات الخيام كتبت بين عامي 1933 و1934 وطبعت سنة 1966 واضاف للترجمة رونقاً جميلاً للشعر الفارسي لأنه اهتم خلالها بروح عمر الخيام الشعرية (روح النصّ) وهي مخالفة لفكرة الترجمة التي وضعها الشاعر الإنجليزي فيتزجيرالد والتي اعتمدت على مخطوط للخيام ظهر في كلكتا بالهند بعد خمسة قرون من وفاة الخيام ولذلك فقد جاءت ترجمته لهذه الرباعيات باعتبارها أولاً: فتحاً في مجال الترجمة ونقل النصّ وثانياً: لأنها أول عمل عربي متميز لرباعيات الشاعر الفارسي.

## حياته التالية
كان أيضا مصلحا وقام بإنشاء مدرسة وعين في عام 1973 رئيس المجلس الدستوري من قبل الشيخ عيسى بن سلمان آل خليفة الذي كان مسؤولا عن تطوير دستور البحرين في أوائل السبعينات قبل الاستقلال من المملكة المتحدة. ثم أصبح بعدها سفيرا مفوضا فوق العادة في وزارة الخارجية عام 1975 وهو منصب ظل يشغله حتى وفاته.

## الوفاة
توفي العريض في 1 مايو 2002 في سن الرابعة والتسعين بعد معاناة من مشاكل في التنفس. دفن في مقبرة المنامة بجانب ابنته ليلى التي توفيت في عام 2001 قبل وفاة والدها.

## الإرث
بعد وفاته أمر الملك حمد بن عيسى آل خليفة بإطلاق اسمه على أحد الشوارع المهمة في البحرين والذي يقع مقابل مرفأ البحرين المالي. في عام 2006 تحول بيته القديم في القضيبية في العاصمة المنامة إلى مركز ثقافي باسم بيت إبراهيم العريض وهو مفتوح للسياح وكمكان اجتماع للشعراء.
في عام 2008 عقدت يونسكو معرضا تكريما للعريض في مقرها في باريس عاصمة فرنسا.

## الجوائز
حاز العريض على الكثير من الأوسمة ففي العام 1974 منحه الشيخ عيسى بن سلمان آل خليفة وسام الكفاءة من الدرجة الأولى وفي سبتمبر قلّده الملك حمد بن عيسى آل خليفة وسام الشيخ عيسى بن سلمان آل خليفة من الدرجة الأولى تقديرا لجهوده المتميزة في مجال الثقافة والأدب ودوره إبّان عمله سفيرا في وزارة الخارجية وقد اختير من بين رواد الفكر العربي ليكرم من قبل دار سعاد الصباح للنشر.

## حياته الشخصية
والده هو عبد الحسين العريض تاجر اللؤلؤ ووالدته عراقية من كربلاء وتوفيت بعد ولادته بشهر. أنجب العريض سبع بنات وولد واحد. ابنته الأكثر شهرة هي ثريا العريض هي ثاني سيدة من منطقة الخليج العربي تحصل على شهادة الدكتوراه ذلك في عام 1975.

## الإصدارات
- الذكرى – 1931
- وا معتصماه – 1934
- العرائس
- أرض الشهداء (طبعة 2) الشركة العربية للوكالات والتوزيع- البحرين 1982
- رباعيات الخيام - (طبعة 1) دار العلم للملايين- بيروت-1966
- قبلتان -(طبعة 2) الشركة العربية للوكالات والتوزيع- البحرين- 1972
- شموع - الشركة العربية للوكالات والتوزيع - البحرين –
- المختار منم الشعر العربي الحديث – بيروت
- ديوان العريض - مطبعة حكومة الكويت –1979
- مذكرات شاعر- مطبعة وزارة الإعلام - 1982